# 625 v.Chr.
Het jaar 625 v.Chr. is een jaartal volgens de christelijke jaartelling.

## Gebeurtenissen

### Mesopotamië
- Koning Cyaxares II verenigt de Scythen en de Perzen en maakt plannen om Assyrië aan te vallen.

### Griekenland
- Griekse kolonisten uit Korinthe stichtten de handelsnederzetting Epidamnus (Durrës) in Albanië.